# Saint-Pierre-sur-Dropt
Saint-Pierre-sur-Dropt är en kommun i departementet Lot-et-Garonne i regionen Nouvelle-Aquitaine i sydvästra Frankrike. Kommunen ligger i kantonen Seyches som tillhör arrondissementet Marmande. År 2022 hade Saint-Pierre-sur-Dropt 358 invånare.

## Befolkningsutveckling
Antalet invånare i kommunen Saint-Pierre-sur-Dropt
| Referens: INSEE |